# Kahlkopfibis
Der Kahlkopfibis, Glattnackenrapp oder Glattnackenibis (Geronticus calvus) ist ein seltener Ibis, der im südlichen Afrika lebt. Die Bestandssituation des Kahlkopfibis wird von der IUCN als gefährdet (vulnerable) angegeben.

## Aussehen
Der Kahlkopfibis wird 80 Zentimeter lang und hat ein Gewicht von etwa 1,3 Kilogramm. Zusammen mit dem Waldrapp, dem er in vielem ähnelt, bildet er die Gattung Geronticus. Im Vergleich zum Waldrapp hat er ein helleres Gesicht, außerdem fehlt ihm der Federschopf am Hinterkopf.
Das Gefieder ist schwarz und glänzt stahlgrün. Das nackte Gesicht und die Kehle sind weißlich. Der Schnabel und der nackte Scheitel sind leuchtend rot.

## Verbreitung und Lebensraum
Kahlkopfibise leben nur in den Bergregionen des südlichen Afrikas, in Lesotho, Südafrika und Eswatini, vor allem in den Drakensbergen. Sie bevorzugen hoch gelegenes Grasland zwischen 1200 und 1850 m mit kurzen Gräsern.

## Nahrung
Kahlkopfibise fressen Raupen, Käfer, Heuschrecken und andere Insekten, ferner Schnecken und Würmer sowie kleine tote Säugetiere, Echsen und Vögel.

## Verhalten

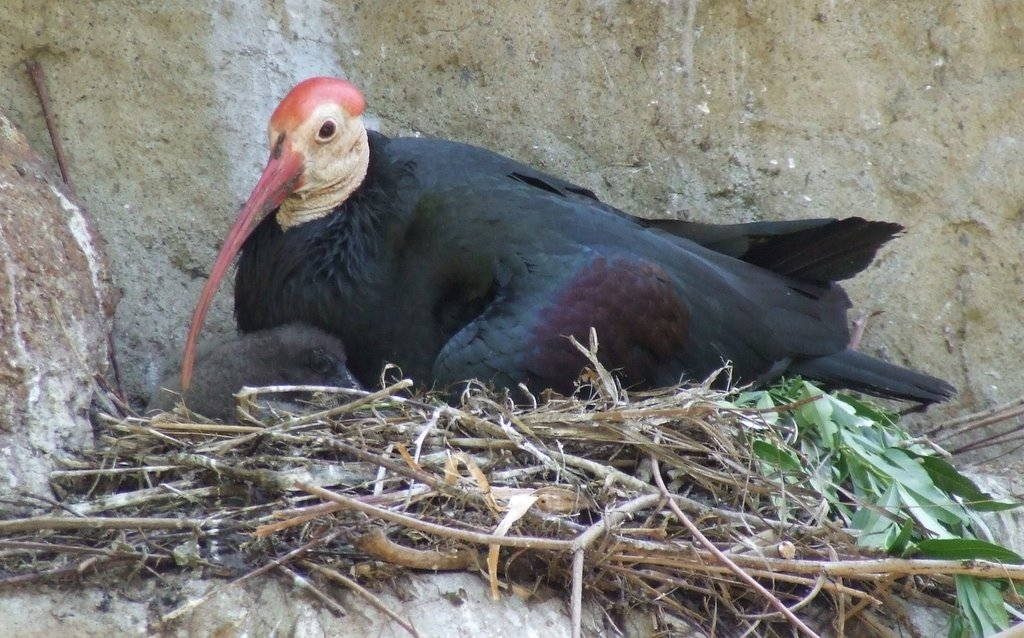
Kahlkopfibis im Nest

Sie sind Koloniebrüter, wie die meisten Ibisse. Im Juni kehren sie zu ihren Kolonien zurück, die oft nur zwei bis fünf, teils aber auch mehrere Dutzend Nester umfassen. Die Weibchen legen zwischen Anfang August und Ende September zwei oder drei Eier. Mit zwei Monaten sind die jungen Glattnackenibisse flugfähig.
Heute gibt es nur noch etwa 7.000 bis 10.000 Kahlkopfibise.

## Video

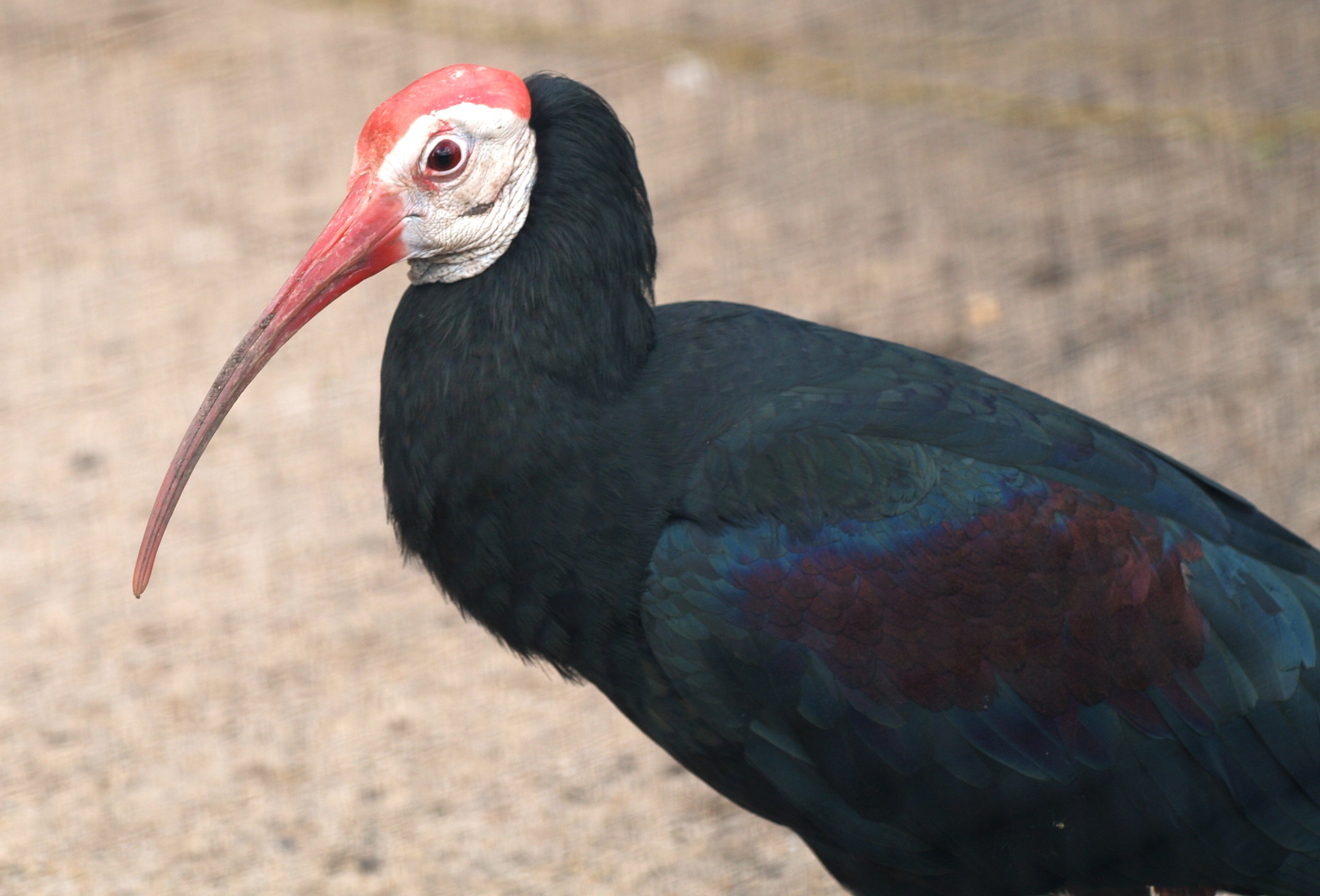
Kahlkopfibis